# Sint-Petruskerk (Kerkem)
De Sint-Petruskerk in Kerkem (ook: Parochiekerk Sint-Pieter) in de Belgische gemeente Maarkedal heeft een bouwgeschiedenis die teruggaat tot de middeleeuwen. De kerk kreeg haar huidig aanzicht vooral door aanpassingen in de 18e eeuw en vergrotingen op het eind van de 19e eeuw. Het interieur telt diverse stukken uit de 17e eeuw, waaronder het orgel, een zeldzaamheid in de regio. De kerk en het omliggende landschap zijn als monument en landschap beschermd sinds 1976.

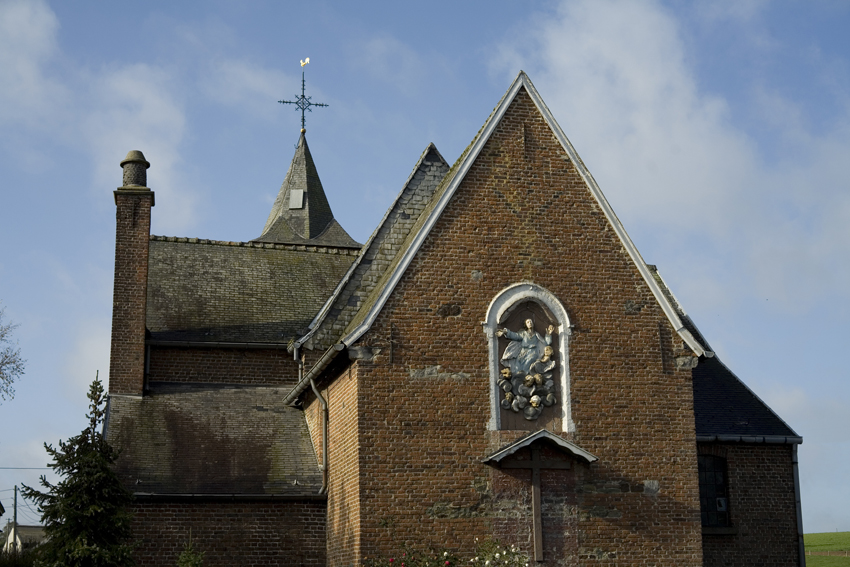
Exterieur
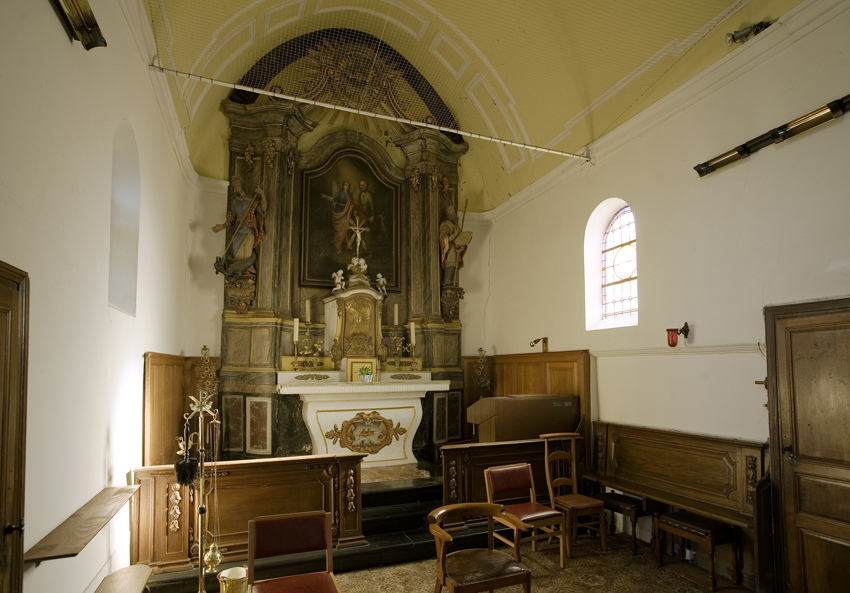
Interieur
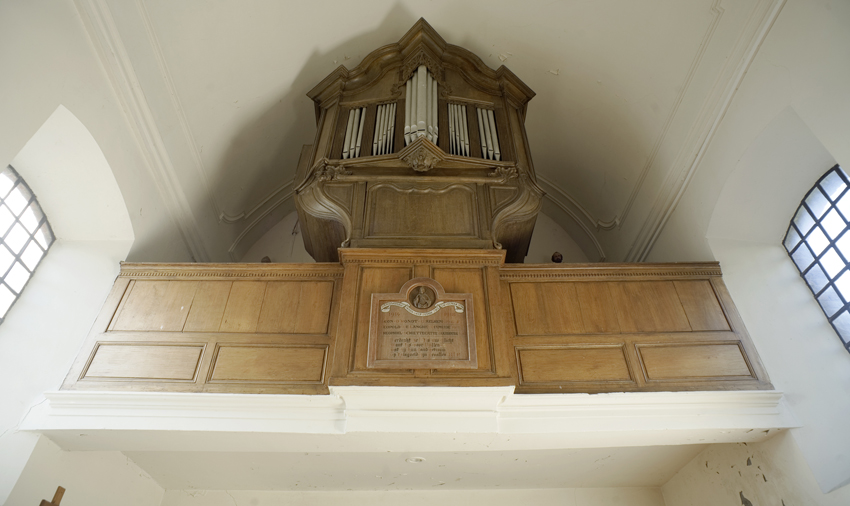
Orgel
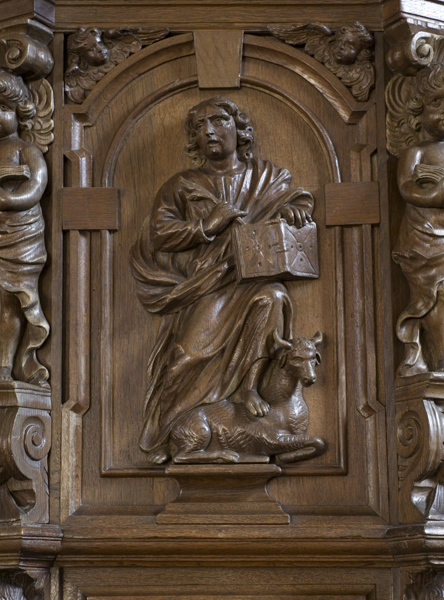
Preekstoel (detail)